# Emmalocera rotundipennis
Emmalocera rotundipennis is een vlinder uit de familie van de snuitmotten (Pyralidae). De wetenschappelijke naam van de soort is voor het eerst geldig gepubliceerd in 1930 door Joannis.